# سرطان آپاندیس

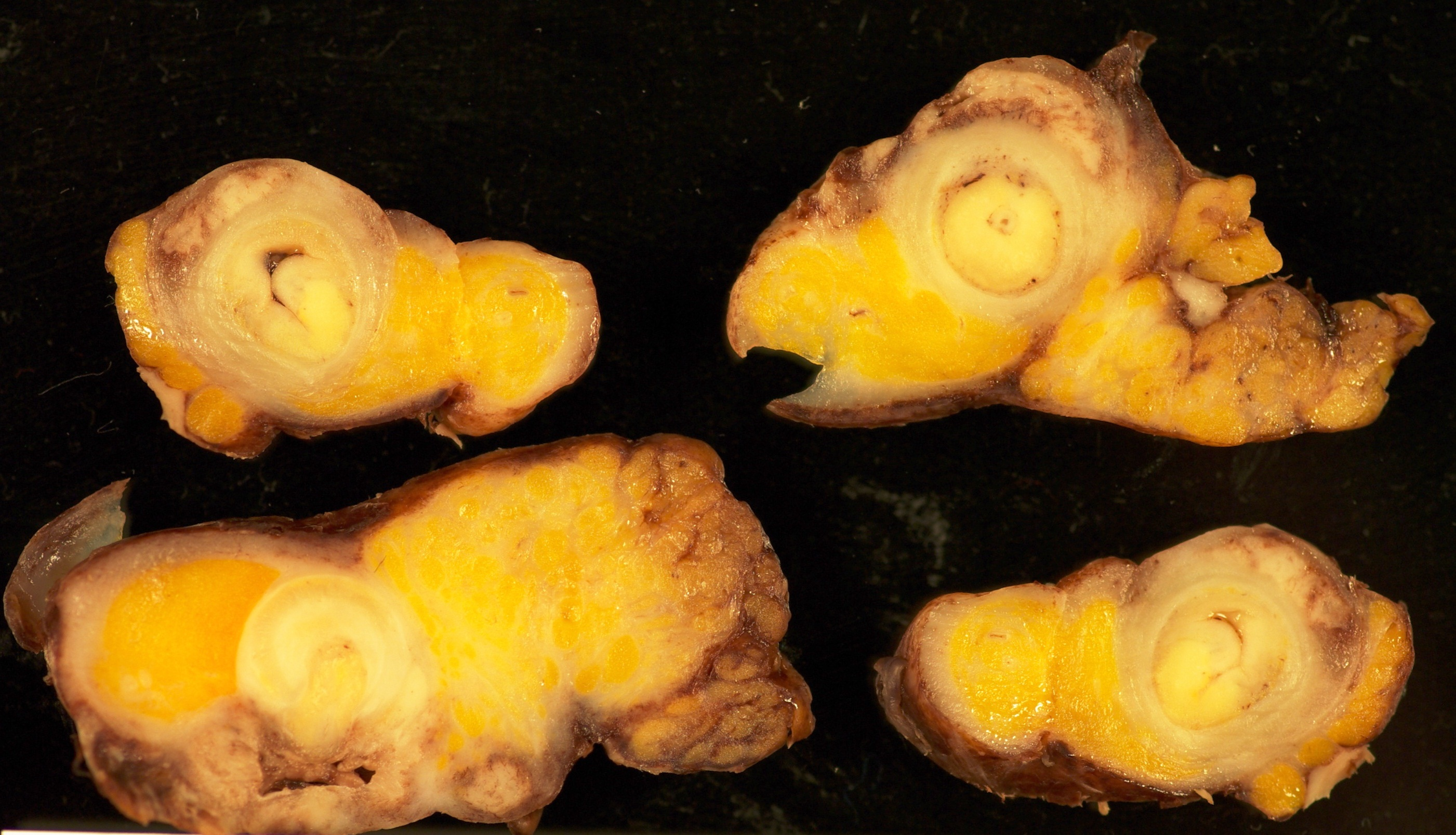
آپاندیس سرطانی شده

سرطان آپاندیس یک سرطان بسیار نادر است که بخش آپاندیس در انتهای روده بزرگ دستگاه گوارشی را درگیر می‌کند.